# Suzanne Poictevin de La Rochette
Pour les autres membres de la famille, voir Famille Poictevin de La Rochette.
Suzanne Poictevin de La Rochette est une contre-révolutionnaire française, amazone et pupille de Charette, née vers 1780 et morte le 15 octobre 1858 à Saint-Florent-des-Bois.

## Biographie
D'une vieille famille poitevine, Suzanne-Marguerite-Adélaïde grandit au château de la Barre, à Saint-Florent-des-Bois. 
Quand survint la Révolution, accompagnant ses parents dans les Armées catholiques et royales, elle est capturée avec sa mère dans les bois aux alentours de Nort-sur-Erdre et conduite à Nantes. Seul son très jeune âge lui épargna de suivre sa mère en prison et sous la guillotine.
Elle est alors placée, jusqu'au traité de La Jaunaye, comme ouvrière chez une femme de la ville qui ne connaissait rien de sa condition. 
Après le traité de paix, Charette devient son tuteur. Dès lors, elle l'accompagne dans son armée.
En février 1796, lors de l'attaque de l'adjudant-général Travot au cours de la bataille de la Bégaudière, Mlle de La Rochette est gravement blessée à la tête d'un coup de sabre et capturée par les troupes républicaines. Les Bleus ayant entendu qu'un Charette était tombé au combat (et espérant qu'il s'agissait du général, mais, en réalité, il s'agissait de son frère et de son cousin, Charette de La Colinière), ils la conduisirent devant les cadavres afin qu'elle les identifie. Mais, Suzanne, dans l'espoir de les ralentir et permettre au général Charette et ses hommes de fuir le plus loin possible, ne chercha pas à les déjuger.
Alors emmenée au logis de la Chabotterie, elle y retrouve Mlle Céleste de Couëtus (fille du général vendéen Jean-Baptiste de Couëtus), qui avait été blessée et capturée en même temps qu'elle. Elles furent ensuite conduites au château de Pont-de-Vie (Poiré), d'où elles devront par la suite être transférées aux Sables-d'Olonne afin d'être exécutées. L'arrestation de Charette à la Chabotterie quelques jours après amène cependant leur libération.
Le 28 septembre de cette année, elle épouse le chevalier Louis-Marie de Chantreau (1771-1850), frère de Charles Henri Chantreau de La Jouberderie et lui-même contre-révolutionnaire.
Elle ne doit pas être confondue avec sa grand-tante, Suzanne Poictevin du Plessis-Landry, épouse du chef vendéen Jacques-Louis de La Rochefoucauld. 
Grand-mère de Auguste Adolphe de Maynard de La Claye, elle est par ailleurs la tante d'Ernest Poictevin de La Rochette.